# Basen, Shirak
Basen là một đô thị thuộc tỉnh Shirak, Armenia. Dân số ước tính năm 2011 là 1910 người.

## Dân số
Dân số của nơi này qua các năm.
| Year       | 1831 | 1897 | 1926 | 1939 | 1959 | 1970 | 1979 | 1989 | 2001 | 2004 |
| Population | 512  | 1892 | 1394 | 1667 | 1439 | 1606 | 1420 | 1393 | 1744 | 1693 |